# Liste der denkmalgeschützten Objekte in Benešov nad Ploučnicí
Grundlage dieser Liste der denkmalgeschützten Objekte in Benešov nad Ploučnicí ist die ÚSKP-Liste (Ústřední seznam kulturních památek České republiky, deutsch Zentrale Liste der Kulturdenkmäler der Tschechischen Republik), die von der tschechischen Denkmalschutzbehörde NPÚ (Národní památkový ústav, deutsch Nationale Denkmalbehörde) seit 1987 geführt wird und an die seit dem Jahr 1850 geschaffenen Listen anschließt.

## Benešov nad Ploučnicí(Bensen)
| Lage                                                                          | Objekt                               | Beschreibung | ÚSKP-Nr.                  | Bild               |
| ----------------------------------------------------------------------------- | ------------------------------------ | --- | ------------------------- | ------------------ |
| Benešov nad Ploučnicí, Zámecká 47, 51, 52, 54, náměstí Míru 44, 45 (Standort) | Schlosskomplex Benešov nad Ploučnicí | Oberes und Unteres Schloss (als Teil des Nationalen Kulturdenkmal Tschechiens) - Unteres Schloss Nr. 45 – Schloss des Johann von Saalhausen und des Wolf von Saalhausen, Umfassungsmauer mit einem Verbindungsgang, Hof des Unteren Schlosses mit einer Mauer - Haus Nr. 44 mit Tor II (als Teil des Unteren Schlosses) - Garten mit Zaun und Mauer (zwischen Nr. 45 und 47) - Oberes Schloss Nr. 47 – Befestigungsmauer mit dem Gehweg zur Kirche, Hof des Oberen Schlosses mit Zaun und Tor I - Wirtschaftsgebäude Nr. 54 am Oberen Schloss - Starschedel-Haus Nr. 51 - Tor III (zwischen Nr. 51 und 52) - Konojedsky-Haus Nr. 52, einschl. Remise, Bäckerei und Brücke weitere Objekte (nicht Teil des Nationalen Kulturdenkmal Tschechiens) - Einfriedung des ehem. Parks (westlich von Nr. 42, 43, 44) - Park, Pavillon, Parkmauer und Garten, einschl. Rest des Gewächshauses (westlich von Nr. 45) - Gebäude 1358/3 (Grundstück an der Straße ul. Pod Táborským vrchem nördlich des Schlossparks und Weg durch den Schlosspark) - Brücke 1371 - Wall mit Wassergraben (östlicher Teil des Schlossparks) | 35081/5-3571 Info Katalog | weitere Bilder     |
| Benešov nad Ploučnicí, náměstí Míru, am Tor zum Oberen Schloss (Standort)     | Kalvarien-Skulptur                   | Kalvarien-Skulptur mit Holzkreuz, Plattform und Stützwände (vom Ende des 17. Jhs.) - Statue der Jungfrau Maria (aus der Perspektive des Betrachters links) - Statue der hl. Maria Magdalena (Mitte) - Kruzifix, ein Holzkreuz mit Corpus Christi aus Blech (frühes 20. Jh.) - Statue des hl. Johannes Evangelist (aus der Perspektive des Betrachters rechts) urspr. stand die Gruppe an der Landstraße nach Česká Lípa auf einer Plattform über dem Fluss Ploučnicí | 51936/5-5940 Info Katalog | Kalvarien-Skulptur |
| Benešov nad Ploučnicí, náměstí Míru (Standort)                                | Mariensäule                          | Mariensäule, massiver Sockel mit den vier Statuen des hl. Josef, hl. Florian, hl. Johannes von Nepomuk und des hl. Franz Xaver | 24973/5-3583 Info Katalog | weitere Bilder     |
| Benešov nad Ploučnicí, náměstí Míru 17, Děčínská (Standort)                   | Stadthaus mit Tor                    | Stadthaus mit Tor, mehrstöckiges Eckhaus | 22308/5-3592 Info Katalog | weitere Bilder     |
| Benešov nad Ploučnicí, Kostelní 70 (Standort)                                 | Pfarrhaus                            | Pfarrhaus (Mitte 16. Jh.) | 17293/5-3590 Info Katalog | weitere Bilder     |
| Benešov nad Ploučnicí, Kostelní 71 (Standort)                                 | Stadthaus                            | Stadthaus. Renaissance-Haus (16. Jh.) | 36496/5-3586 Info Katalog | weitere Bilder     |
| Benešov nad Ploučnicí, Kostelní (Standort)                                    | Pfarrkirche Mariä Geburt             | Pfarrkirche Mariä Geburt, einschl. Mater-Dolorosa-Kapelle (urspr. unter der separaten Nr. 5-3582) | 26125/5-3581 Info Katalog | weitere Bilder     |
| Benešov nad Ploučnicí, Husova 129 (Standort)                                  | Bauernhaus                           | Bauernhaus (zwei Häuser unter einem Dach, durch den Umbau von 1976 im Denkmalwert erheblich gemindert) | 42083/5-3587 Info Katalog | BW                 |
| Benešov nad Ploučnicí, Husova 381 (Standort)                                  | Bauernhaus                           | Bauerngehöft (freistehendes, zweistöckiges Holzhaus mit gemauertem Erdgeschoss) | 16633/5-3588 Info Katalog | weitere Bilder     |
| Benešov nad Ploučnicí, Palackého 398 (Standort)                               | Bauernhaus                           | Bauerngehöft (freistehendes, zweistöckiges Holzhaus) | 45697/5-3589 Info Katalog | BW                 |
| Benešov nad Ploučnicí, Smetanova 416 (Standort)                               | Stadthaus                            | Stadthaus | 105814 Info Katalog       | BW                 |
| Benešov nad Ploučnicí, Wolkerova, Friedhof (Standort)                         | Mattausch-Grabkapelle                | Mattausch-Grabkapelle (Hrobka Mattauschů) auf dem Friedhof am Ende des Hauptwegs – zu Ehren von Friedrich Mattausch (1800–1860), Gründer der Baumwollspinnerei in Bensen | 102539 Info Katalog       | BW                 |
| Benešov nad Ploučnicí, Sokolský vrch 243 (Standort)                           | Statue des hl. Adalbert              | Statue des hl. Adalbert, im westlichen Teil des Gartens am Haus Nr. 243 | 21399/5-3585 Info Katalog | BW                 |
| Benešov nad Ploučnicí, Českolipská, Heřmankovská (Standort)                   | Dreifaltigkeitskapelle               | Dreifaltigkeitskapelle | 25543/5-3591 Info Katalog | weitere Bilder     |